# Штош, Филипп фон
Филипп фон Штош (нем. Philipp von Stosch; 22 марта 1691, Кюстрин — 7 ноября 1757, Флоренция) — германский дипломат, антиквар, нумизмат, собиратель гемм, археолог-коллекционер.

## Биография
Был родом из Бранденбурга, родился в семье врача. Начал изучать богословие во Франкфурте-на-Одере, но с юных лет имел склонность к археологии и собиранию антиквариата и путешествиям, ввиду чего бросил учёбу и в 19-летнем возрасте, в 1710 году, отправился в Нидерланды, где его старший двоюродный брат был прусским послом; благодаря помощи брата вошёл в дипломатические круги. В Нидерландах же Штош познакомился с дипломатом и коллекционером Франсуа Фагелем, который стал его другом и первым покровителем. 
В 1712 году Фагель отправил Штоша с секретной миссией в Лондон, два года спустя он был отправлен на юг Франции и затем в Рим, где лично познакомился с Папой и некоторыми кардиналами. В 1717—1718 годах во время обратного пути проехал через Флоренцию, Венецию и Вену; в Вене был посвящён в рыцари за свои дипломатические заслуги императором Карлом VI, а также получил право на изучение императорской коллекции монет. 
После Вены Штош побывал в Праге, а затем в Дрездене, где получил статус королевского советника и антиквара и был удостоен жалования. С 1719 по 1721 год, имея саксонское подданство, вновь жил в Нидерландах. 

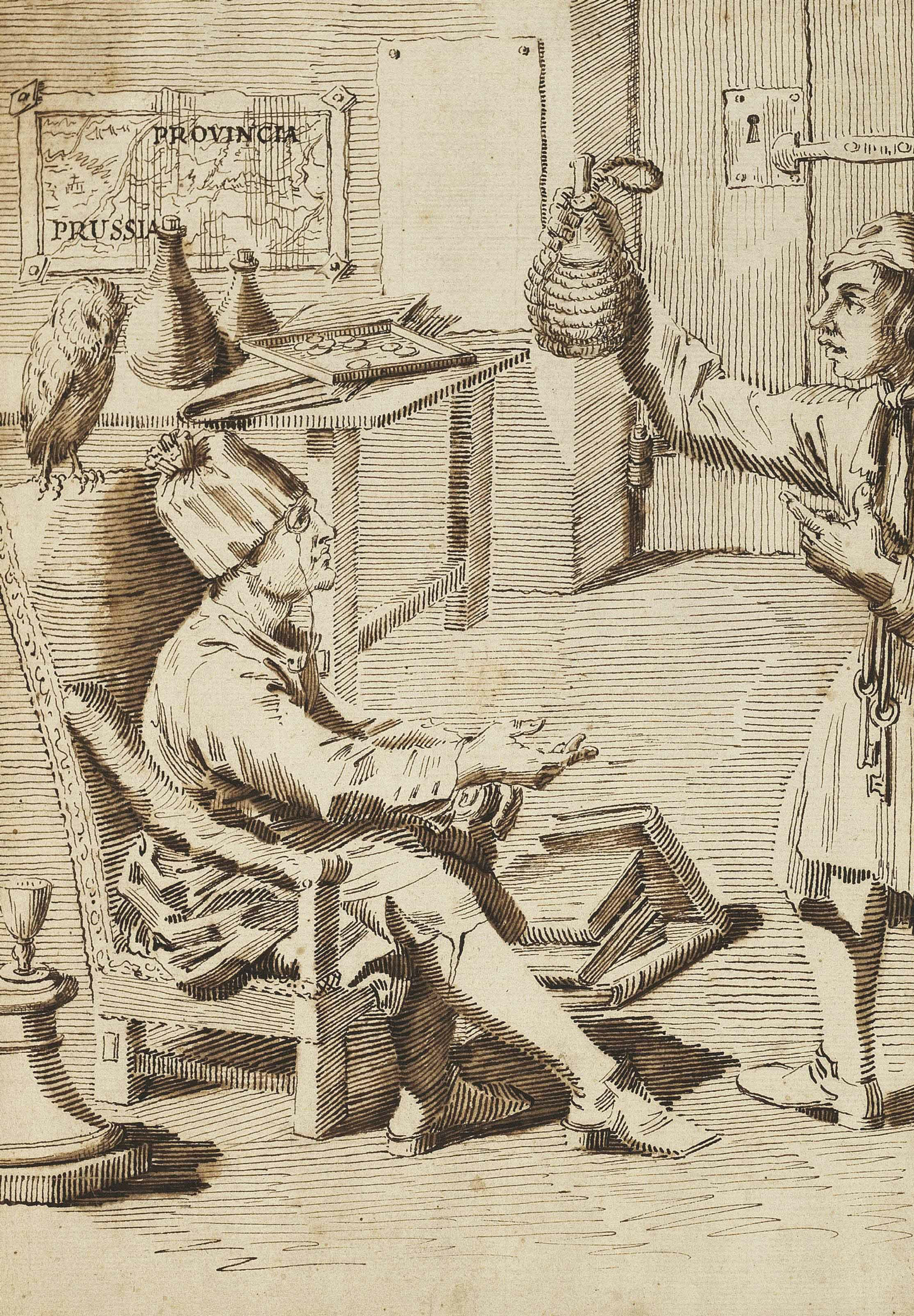
Фон Штош за работой

С 1722 года до конца жизни прожил в Италии: до 1731 года жил в Риме, затем во Флоренции.
Во время жизни в Италии продолжал научную работу и поиск экземпляров для своих коллекций, состоял членом Этрусской академии в Кортоне и Общества колумбариев, а его дома в Риме и Флоренции служили местами встречи многих известных деятелей искусства того времени. Предполагается, что всю свою жизнь он был английским секретным агентом; существует также информация, что он был масоном и геем, и именно под влиянием всех этих обстоятельств был вынужден покинуть Рим, опасаясь за свою жизнь. Никогда не был женат и не имел детей, был похоронен в Ливорно.
Штош с юности имел страсть к собиранию старинных художественных предметов и составил огромную коллекцию гравюр, античных бронзовых изделий, монет и в особенности гемм. Описание его коллекции гемм было издано Винкельманом под заглавием «Description des pierres gravées du feu baron de Stosch» (Флоренция, 1760). Значительная часть его коллекций была приобретена в 1770 году прусским королём Фридрихом II; нумизматическую коллекцию купил принц Валлийский.